# 腺叶腺柳
腺叶腺柳（学名：Salix chaenomeloides var. glandulifolia）为杨柳科柳属下的一个变种。

## 扩展阅读
- 維基物種上的相關：腺叶腺柳